# NGC 6238
NGC 6238 est une galaxie spirale située dans la constellation du Dragon. Sa vitesse par rapport au fond diffus cosmologique est de 5 896 ± 14 km/s, ce qui correspond à une distance de Hubble de 87,0 ± 6,1 Mpc (∼284 millions d'al). NGC 6238 a été découverte par l'astronome américain Lewis Swift en 1886.